# Солванг (Калифорния)
Солванг (англ. Solvang, в переводе с датского ― «солнечное поле») ― город в округе Санта-Барбара штата Калифорния. Расположен в долине Санта-Инес. По данным переписи 2020 года, численность населения города составляет 6 126 человек. 
Солванг был основан в 1911 году и получил статус города 1 мая 1985 года. Солванг часто называют «датской столицей Америки».

## История
История Солванга берёт своё начало в 1804 году, когда группой испанцев под руководством Эстебана Таписа была основана миссия Санта-Инес. В 1911 году вокруг этой миссии американцы датского происхождения купили 9 тысяч акров земли и основали новое поселение ― Солванг.
Начиная с 1947 года, в Солванге стали возводиться здания в датском стиле, благодаря чему город стал популярным среди туристов. Хотя сейчас только около 10% жителей Солванга являются датчанами, город привлекает множество туристов из северных стран; в 2011 году Солванг посетил принц Хенрик.

## Архитектура
Первоначально большинство зданий Солванга были построены в американском стиле. Первой постройкой в датском стиле явилась лютеранская церковь, возведённая в 1928 году. 
Интерес к концепции создания «датского городка» возрос после Второй мировой войны. Тогда Фердинанд Соренсен, архитектор родом из Небраски, вернувшись в Солванг из поездки в Данию, построил т. н. «Меллебаккен» ― дом в датском стиле. Затем Соренсен приступил к строительству ветряной мельницы. 
Чуть позже Эрл Петерсен, местный архитектор, стал переделывать все здания города так, чтобы они выглядели по-датски.

## Транспорт

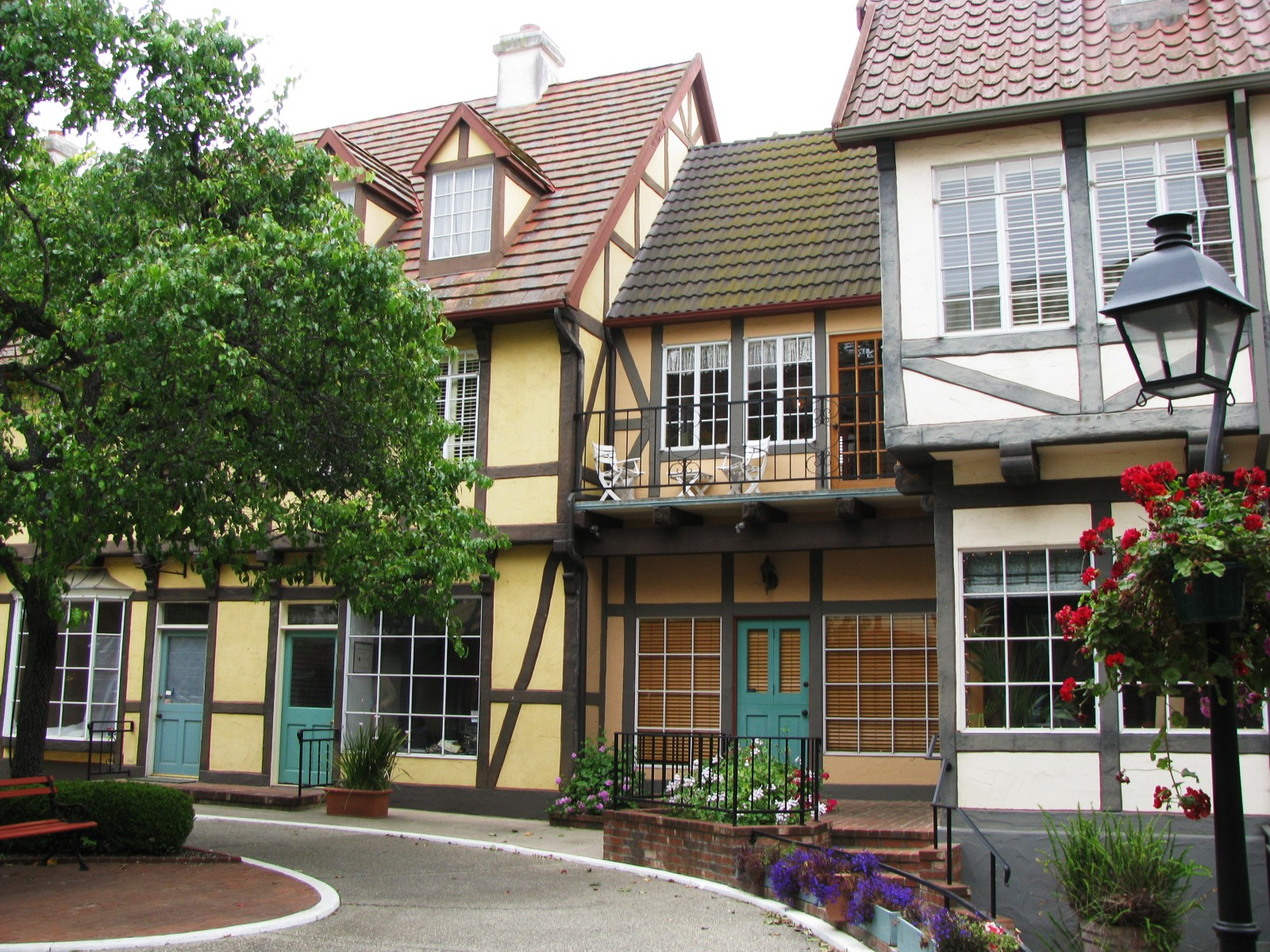
Фахверковые дома во дворе гостиницы «Петерсен Виллидж»

Главная улица Солванга ― Алисал-роуд. Через Солванг проходит шоссе California Route 246.

## Население
| Год переписи | Нас. |        | %±    |
| ------------ | ---- | ------ | ----- |
| 1960         | 1325 |        | —     |
| 1970         | 2004 |        | 51,2% |
| 1980         | 3091 |        | 54,2% |
| 1990         | 4741 |        | 53,4% |
| 2000         | 5332 |        | 12,5% |
| 2010         | 5245 |        | −1,6% |
| 2018         | 5876 | [ 11 ] | 12%   |
| 1960–2018    |      |        |       |

Согласно переписи 2010 года, в городе проживало 5245 человек в 2173 домохозяйствах в составе 1385 семей. Плотность населения составила 835 человек/км².
Расовый состав населения:
- 82,5 % — белых
- 1,4 % — азиатов
- 1,1 % — коренных американцев
- 0,7 % — чёрных или афроамериканцев
- 11,6% ― лиц других рас

К двум или более расам принадлежало 2,6 %. Доля испаноязычных составила 29,2% всех жителей.

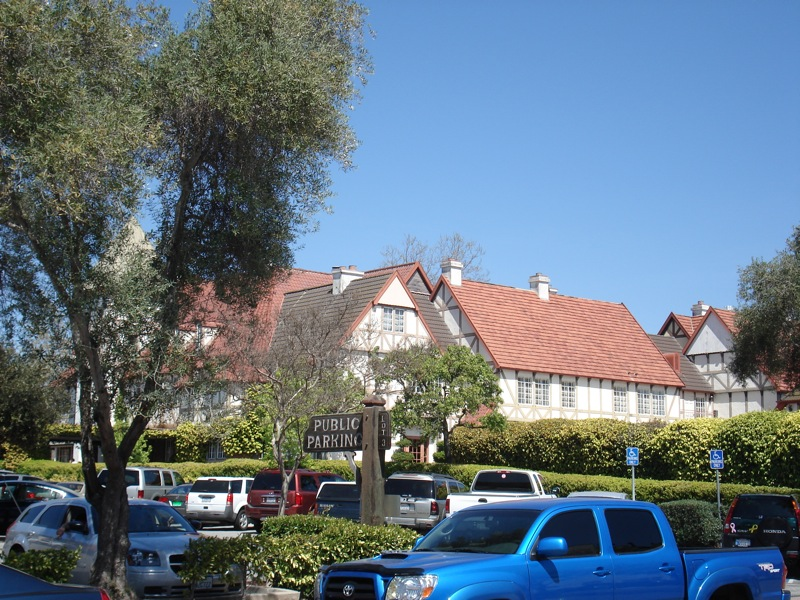
Дома в датском стиле

По возрастному диапазону население распределялось следующим образом: 20,9% ― лица младше 18 лет, 58,2% ― лица в возрасте 18-64 лет, 20,9% ― лица в возрасте 65 лет и старше. Средний возраст жителя составил 45 лет. На 100 человек женского пола в городе приходилось 93,0 мужчины.
Средний доход на одно домашнее хозяйство составил 86 419 долларов США (медиана ― 67 484), а средний доход на одну семью – 101 071 доллар (медиана – 78 618). Средний доход составил 70049 долларов для мужчин и 28266 долларов для женщин. За чертой бедности находилось 11,1% человек, в том числе 20,1% детей в возрасте до 18 лет и 8,7% в возрасте 65 лет и старше.
Трудоустроенное население составляло 2715 человек. Основные области занятости: образование, здравоохранение и социальная помощь ― 25,2%, искусство, развлечения и отдых ― 17,8%, розничная торговля ― 13,6%, производство ― 11,3%.

## Города-побратимы
- Ольборг

## Известные жители
- Хичкок, Патриция ― дочь Альфреда Хичкока